# Andrew Bolton
Andrew Bolton (né en 1966 à Blackburn, Lancashire) est un conservateur britannique. Il est, depuis 2017, conservateur en chef du Costume Institute du Metropolitan Museum of Art.

## Biographie

### Études
Andrew Bolton fait ses études à l'université d'East Anglia. Il en sort diplômé d'un baccalauréat universitaire ès arts en anthropologie et une maîtrise universitaire ès arts en arts extra-européens. En 2017, il est nommé membre honoraire du Royal College of Art.

### Carrière
Andrew Bolton rejoint d'abord le Costume Institute en tant que conservateur adjoint, après avoir travaillé au Victoria and Albert Museum. Le 8 septembre 2015, il est désigné remplaçant de Harold Koda, après le départ à la retraite de celui-ci, au poste de conservateur en chef du Costume Institute. La même année, il reçoit le prix de la fondation Vilcek (Vilcek Prize in Fashion),.

### Expositions réalisées
Au sein du Costume Institute, Bolton a dirigé ou co-dirigé plusieurs expositions louées par la critique, telles que Alexander McQueen : Savage Beauty, ou China: Through the Looking Glass, lesquelles font partie des expositions les plus fréquentées de l'histoire du Met.
En 2017, l'exposition Rei Kawakubo/Comme des garçons : Art of the In-Between devient la première exposition du Costume Institute, depuis 1983, à prendre pour sujet une créatrice encore vivante. Dans un entretien donné à Vogue en avril 2017, Andrew Bolton déclare : "Je crois vraiment que son influence est immense, mais en même temps très subtile. Il ne s'agit pas de la copier ; il s'agit de [présenter] la pureté de sa vision." (« I really think her influence is so huge, but sometimes it’s subtle. It’s not about copying her; it’s the purity of her vision. »).
En 2018, l'exposition Heavenly Bodies: Fashion and the Catholic Imagination ouvre ses portes au public. Andrew Bolton décrit l'exposition comme une étude du "rôle que l'habit joue au sein de l'Église catholique romaine et du rôle que l'Église catholique romaine joue au sein de l'imaginaire de la mode" (« the role dress plays within the Roman Catholic Church and the role the Roman Catholic Church plays within the fashionable imagination. »). L'exposition, présentant des objets issus des collections du Vatican aux côtés de créations par Gianni Versace, John Galliano pour Dior, Yves Saint-Laurent et autres créateurs, bat le record de fréquentation du Met avec 1,6 million de visiteurs.
En 2019, l'exposition Camp : Notes on Fashion analyse l'expression de l'esthétique camp dans la mode, telle qu'elle est théorisée par Susan Sontag dans son essai Notes on Camp.
En 2020, l'exposition About Time: Fashion and Duration étudie le concept de "durée" de Bergson (l'idée d'un passé co-existant avec un présent) par la juxtaposition de vêtements illustrant l'idée de continuité et d'influences dans la mode.

### Approche muséographique

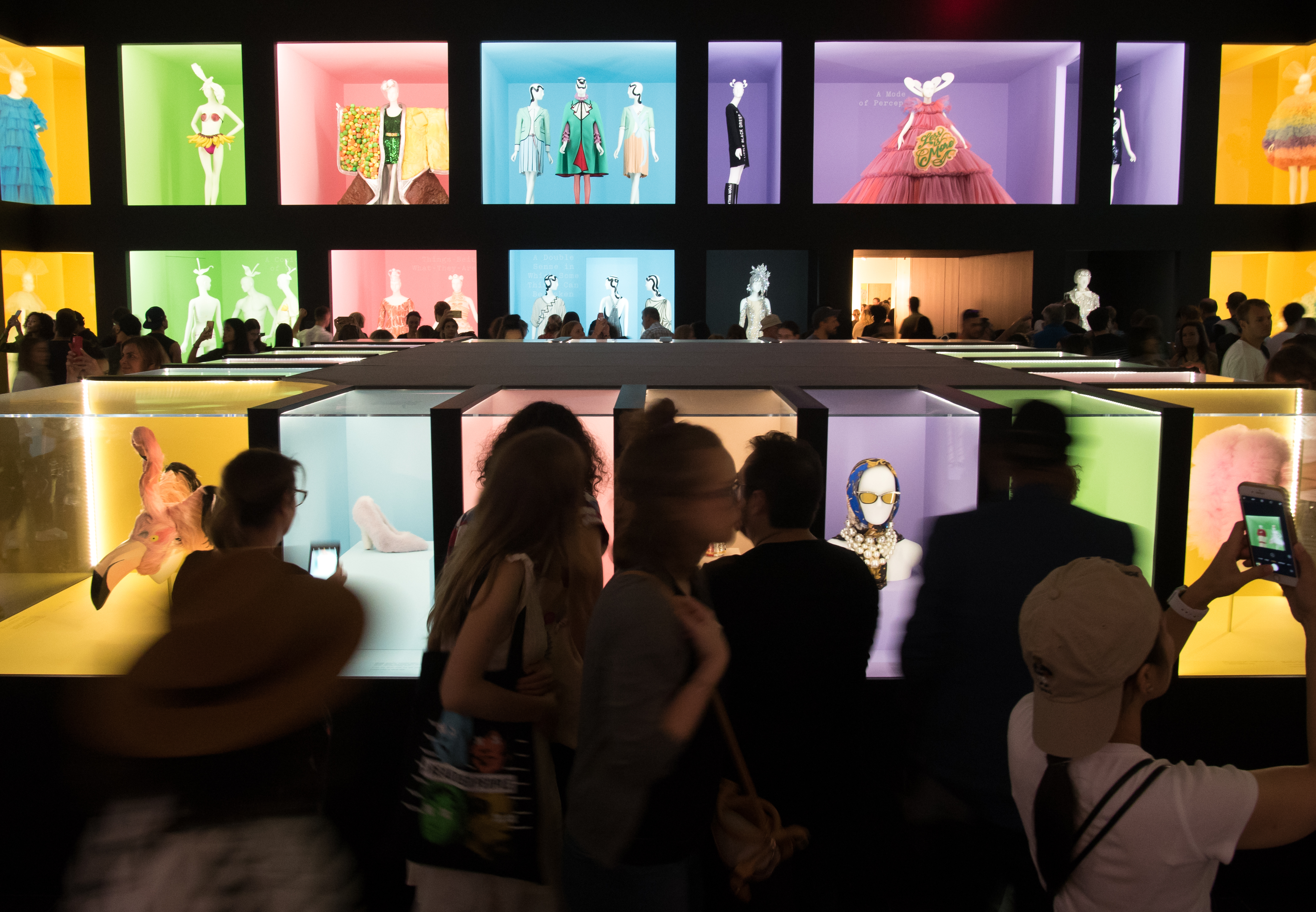
Scénographie de l'exposition Camp : Notes on Fashion (2019)

Les expositions de Bolton sont connues pour leur "rigueur savante..., leur fantaisie... (et) leur théâtralité" (« scholarly rigor..., whimsy... (and) theatricality »).
Le conservateur ne cache pas son intérêt pour la provocation et pour la controverse utilisés à des fins de réflexion, tant dans le choix des sujets (Punk : Chaos to Couture) que dans les mises en scène des expositions auxquelles il contribue. Dans le documentaire The First Monday In May d'Andrew Rossi, portant sur la mise en place de l'exposition China : Through the Looking Glass, on voit Andrew Bolton proposer à Wong Kar-Wai, directeur artistique de l'exposition, de mettre un portrait de Mao dans la salle des bouddhas, pour rappeler l'aspect "divinisé" du leader chinois. Lorsque le réalisateur exprime son scepticisme face à la controverse que cela causerait, les rapports entre la religion et Mao étant pour le moins complexes, Andrew Bolton demande : "Un peu de controverse, n'est-ce pas une bonne chose ?", ce à quoi Wong Kar-Wai répond : "Peut-être pas de la manière dont vous l'envisagez".
Les thématiques de ses expositions illustrent l'intérêt du conservateur pour les questions de genre (Camp : Notes on Fashion ; Rei Kawakubo : Art of the In-Between), la déconstruction et la transgression (Punk : Chaos to Couture ;  AngloMania: Tradition and Transgression in British Fashion) et une approche comparative de la mode (entre Orient et Occident avec China : Through the Looking Glass, entre créatrices avec Schiaparelli and Prada: Impossible Conversations, entre techniques avec Manus x Machina : Fashion in an Age of Technology...).

## Vie privée
Bolton vit à Manhattan avec son partenaire, le créateur de mode Thom Browne,.

## Publications
- Bolton, Andrew (2002). The Supermodern Wardrobe. New York: V&A.
- Bolton, Andrew (November 2, 2010). Sui, Anna; White, Jack; Meisel, Steven, eds. Anna Sui. New York: Chronicle Books.  (ISBN 1452128596).
- Bolton, Andrew (2011). McQueen, Alexander, eds. Alexander McQueen: Savage Beauty. New York: Metropolitan Museum of Art.  (ISBN 9781588394125).
- Bolton, Andrew (and Richard Hell, Jon Savage, John Lydon) (2013), eds. Punk: Chaos to Couture. New York: Metropolitan Museum of Art.
- Bolton, Andrew (2016). Manux X Machina: Fashion in an Age of Technology. New York: Metropolitan Museum of Art.
- Bolton, Andrew (2017). Rei Kawakubo/Comme des Garçons: Art of the In-Between. New York: Metropolitan Museum of Art.
- Bolton, Andrew (2018). Heavenly Bodies: Fashion and the Catholic Imagination. New York: Metropolitan Museum of Art.
- Bolton, Andrew (2019), Camp: Notes on Fashion, New York: Metropolitan Museum of Art.